# Moonshine

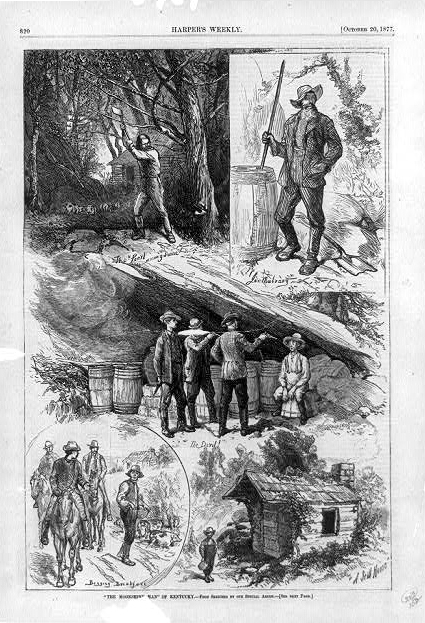
En esta caricatura, El hombre de Kentucky Moonshine, se representan cinco escenas de la vida de un destilador clandestino de Kentucky.

Moonshine fue el nombre dado al whisky destilado ilegalmente. En realidad, el moonshine (luz de luna) no es más que un tipo particular de whisky estadounidense. Es un alcohol destilado a menudo de unos 95°. El término fue creado por los moonrakers (contrabandistas) de los Apalaches, ya que ejercían sus actividades ilegales en secreto, «a la luz de la luna».

## Historia
El nombre moonshine o moon light (en español ‘luz de luna’) proviene del hecho de que la producción y distribución ilegal de este whisky, durante la prohibición, se realizaba precisamente de noche, a la luz de la luna.